# 陈靝沅
陈靝沅，新加坡汉学家。哈佛大学博士，曾任伦敦大学亚非学院教授。2019年10月1日，英国牛津大学委任47岁的陈靝沅为“邵逸夫汉学讲座教授”（Shaw Professorship of Chinese），陈靝沅成为牛津大学在19世纪末设立该席位以来，首位担此席的华人教授。